# Milagros Collar
Milagros Collar est une joueuse de volley-ball espagnol, née le 15 avril 1988 à Madrid. Elle mesure 1,87 m et joue au poste d'attaquante.

## Clubs
| Club                          | De        | À         |
| ----------------------------- | --------- | --------- |
| Club Voleibol J.A.V. Olímpico | 2004-2005 | 2009-2010 |
| CAV Murcia 2005               | 2010-2011 | 2010-2011 |
| Pallavolo Pontecagnano Faiano | 2011-2012 | 2011-2012 |
| Le Cannet-Rocheville          | 2012-2013 | 2012-2013 |
| CS Volei Alba-Blaj            | 2013-2014 | 2013-2014 |
| CS Dinamo Bucureşti           | 2014-2015 | 2014-2015 |
| CSM Târgoviște                | 2015-2016 | 2017-2018 |
| Nilüfer Belediye              | oct 2018  | nov 2018  |
| Hyundai Hillstate             | 2018-2019 | 2018-2019 |
| Foton Tornadoes Blue Energy   | mars 2019 | mai 2019  |
| Hyundai Hillstate             | sept 2019 | déc 2019  |
| Békéscsabai RSE               | 2019-2020 | 2019-2020 |
| CS Dinamo Bucureşti           | 2020-2021 | …         |

## Palmarès
- Coupe d'Espagne
  - Vainqueur : 2011.
- Supercoupe d'Espagne
  - Vainqueur : 2010.
- Coupe de Roumanie
  - Vainqueur : 2016.
  - Finaliste : 2015.
- Championnat de Roumanie
  - Finaliste : 2016.
- Supercoupe de Roumanie
  - Vainqueur : 2016.
- Coupe de Corée du Sud
  - Vainqueur : 2019.